# Itziar Ugarte
Itziar Ugarte Irizar (Oñate, 27 de abril de 1995) es una periodista y escritora española.

## Trayectoria
Ugarte se licenció en periodismo por la Universidad del País Vasco, posteriormente realizó un posgrado sobre cultura vasca en la Universidad de Mondragón. Empezó a publicar sus primeros trabajos periodísticos en la revista Argia, y trabaja en el periódico Berria, en la sección de cultura. Además de su trabajo en Berria, colabora en otros medios y publicaciones. Ha sido miembro del grupo de escritores Itu banda y ha publicado algunas piezas literarias en la revista Lekore.

## Obra
- 2021 - Gabriel Aresti Sariak. VVAA. Erein ISBN 978-84-9109-754-9.[6]
- 2021 - Gu gabe ere. Susa ISBN 978-84-17051-79-2.[7][8][9]

## Reconocimientos
En 2018, Ugarte ganó el concurso Cartas de Amor que organiza la asociación Bergara Jardun con su obra Hilberri den amamari idatzitako gutunarekin (una carta escrita a la abuela de Hilber). Dos años después, en 2020, recibió un premio en el concurso literario Gabriel Aresti organizado por el Ayuntamiento de Bilbao por su obra Beraneantea.
En abril de 2022, Ugarte recibió, por su primer poemario Gu Gabe ere, el Premio de la Crítica española en el apartado de poesía en euskera.